# Spermatide

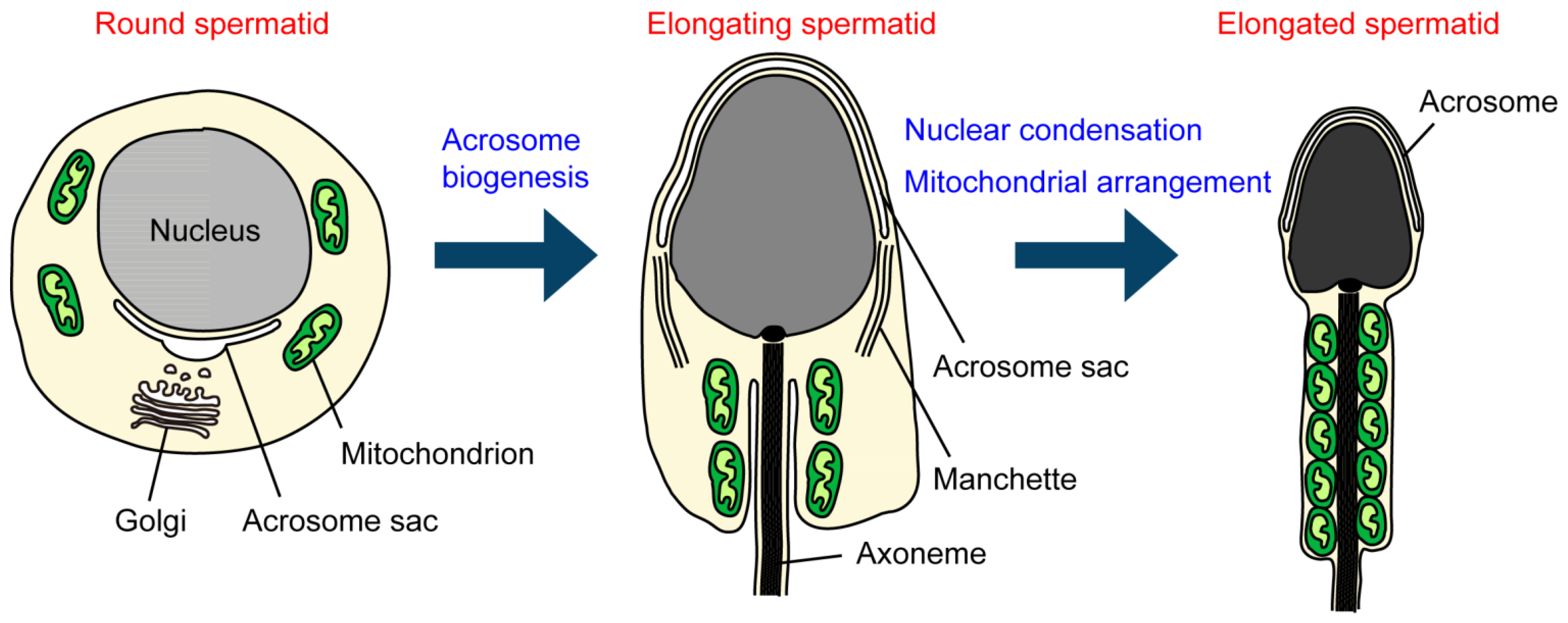
Spermatide-vorming. Axoneme: Axoneem

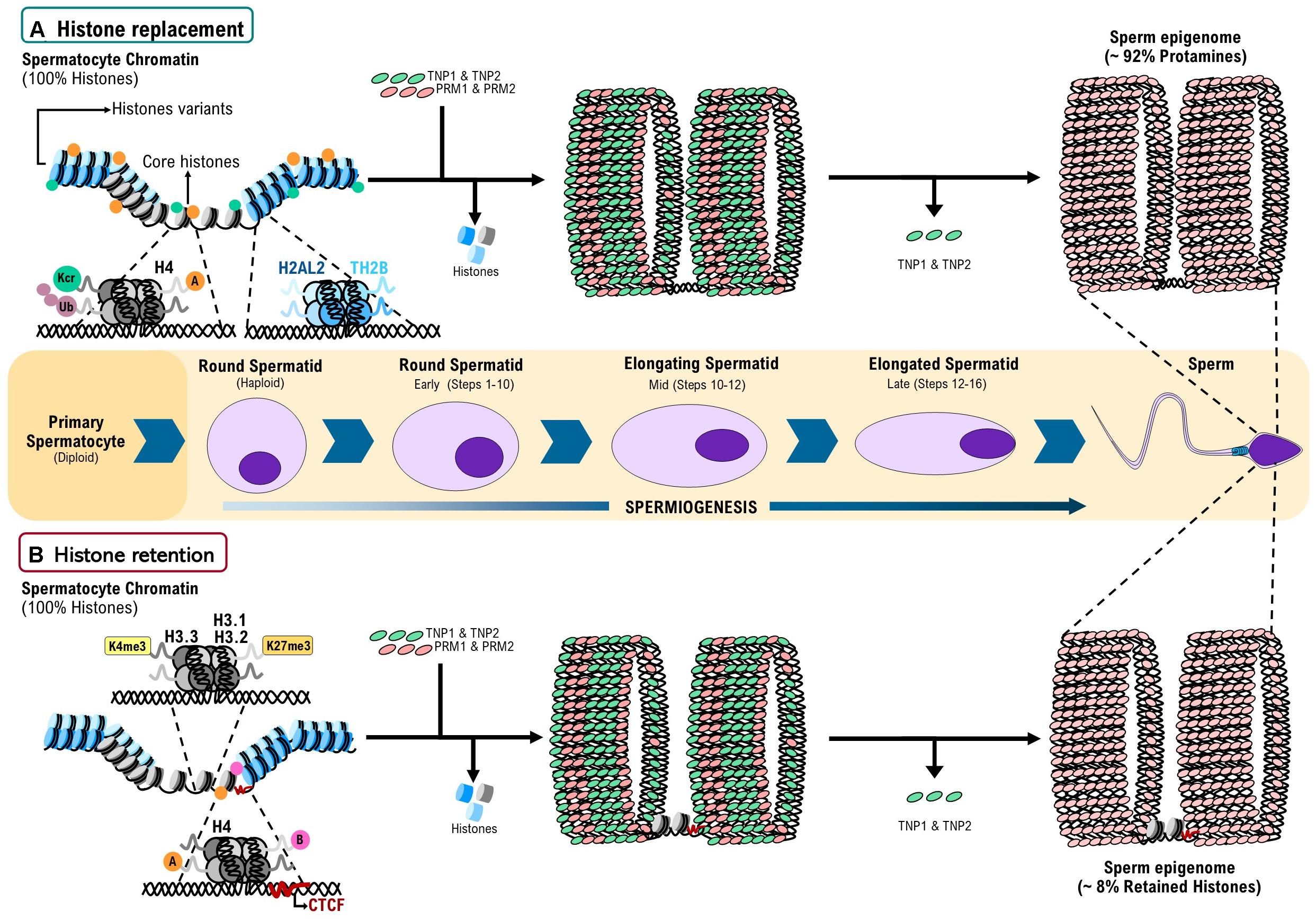
Vervanging van de histonen

De spermatide is de eerste haploïde mannelijke cel, die ontstaat door deling van de secundaire spermatocyt en die plaatsvindt na de meiose II. Ze is kleiner dan de spermatocyt. Als gevolg van de meiose bevat elke spermatide slechts de helft van het genetische materiaal dat aanwezig was in de oorspronkelijke primaire spermatocyt. Deze cel ligt vlak bij het lumen van het zaadbuisje.
Spermatiden zijn verbonden door cytoplasma en hebben veel cytoplasma met veel mitochondriën rond hun celkernen.
Na de vorming moeten vroege ronde spermatiden met een ronde celkern verdere rijpingsprocessen ondergaan om zich te ontwikkelen tot spermatozoa (zaadcellen), een proces dat spermiogenese wordt genoemd.

## Vorming
De spermatiden worden draadvormig, ontwikkelen een verdikt middenstuk waar de mitochondriën zich lokaliseren en vormen een acrosoom. Het acrosoom is het kopstuk van de toekomstige zaadcel. Het wordt gevormd uit het golgicomplex van de spermatide. Het acrosoom bevat het enzym acrosine (een serineprotease), dat belangrijk is bij de bevruchting. Acrosine veroorzaakt proteolyse van de op glycoproteïnen gebaseerde zona pellucida van de eicel. Er wordt een flagelstructuur met twee centriolen gevormd.
Ook het spermatiden-DNA wordt inpakt en wordt sterk samengetrokken tot ongeveer een tiende van zijn oorspronkelijke volume. Het DNA wordt eerst verpakt met specifieke nucleaire basische eiwitten, die vervolgens tijdens de verlenging van de spermatiden worden vervangen door protamines. Het resulterende dicht opeengepakte chromatine is transcriptioneel inactief. De oorspronkelijk ronde celkern wordt peddelvormig.
Zodra de celkern, het acrosoom en de flagelstructuur gevormd zijn, worden de spermatiden losgelaten uit het kiemepitheel. In dit stadium worden ze zaadcel of spermatozoa genoemd. Restanten van het spermatidecytoplasma blijven achter in het kiemepitheel. De sertolicellen breken deze residuen af, die bekend staan als restlichamen.
Spermatiden blijven met elkaar verbonden via cytoplasmatische bruggen. Deze bruggen zijn het resultaat van onvolledige cytokinese en maken de uitwisseling van materiaal voor synchrone rijping mogelijk.
Tijdens de hermodellering van het haploïde genoom van spermatiden wordt het merendeel van de histonen vervangen door protamines en wordt het DNA samengetrokken. Tijdens deze samentrekking worden tijdelijke enkel- en dubbelstrengsbreuken in het zaadcel-DNA geïntroduceerd. De conventionele non-homologous end joining voor het herstellen van dubbelstrengsbreuken is niet beschikbaar voor de langwerpige spermatiden. Spermatiden kunnen echter een beperkte reparatie uitvoeren van exogene en geprogrammeerde dubbelstrengsbreuken met behulp van een alternatieve, foutgevoelige, niet-homoloog eindverbindingsherstelroute. Als DNA-strengbreuken in volwassen zaadcellen blijven bestaan, kan het resultaat een verhoogde DNA-fragmentatie zijn, wat geassocieerd wordt met verminderde vruchtbaarheid en een vaker voorkomen van miskramen.

## Bloed-testisbarrière
De sertolicellen zijn ook verantwoordelijk voor het in stand houden van de bloed-testisbarrière. Er is namelijk een groot verschil in samenstelling van het bloed en dat van de vloeistof in de zaadkanaaltjes. De laag cellen van Sertoli, de onderlinge zonula occludensbarrière in het bijzonder, zorgt ervoor dat dit verschil in stand wordt gehouden. Het doel hiervan is om eventuele toxische stoffen en cellen betrokken bij de immunologische afweer bij de zaadcellen in de latere stadia van hun ontwikkeling vandaan te houden en eventuele beschadigingen voorkomen.

## DNA-reparatie
Naarmate postmeiotische kiemcellen zich ontwikkelen tot volwassen zaadcellen, verliezen ze geleidelijk het vermogen om DNA-schade te herstellen die zich vervolgens kan ophopen en kan worden overgedragen op de zygote en uiteindelijk het embryo. Met name het herstel van dubbelstrengs DNA-breuken via de non-homologous end joining lijkt, hoewel aanwezig in ronde spermatiden, verloren te gaan naarmate ze zich ontwikkelen tot langwerpige spermatiden.

## Kunstmatige spermatiden
In 2016 claimden wetenschappers van de Nanjing Medical University dat ze uit stamcellen kunstmatig muizenspermatiden hadden gemaakt. Ze injecteerden deze spermatiden in muizeneieren en produceerden jongen. Ook wetenschappers in Duitsland en Groot-Brittanië waren er in geslaagd via deze weg muizen te produceren.

## Afbeeldingen
|  |  |  |

## Afbeeldingen vorming van spermatide tot zaadcel (stapsgewijs) bijGaleolaria gemineoa
|  |  |  |
|  |  |  |
|  |  |  |
|  |  |  |